# 新加坡馬拉松
新加坡马拉松是一项年度国际马拉松比赛，于每年12月的第一个星期日在新加坡举行。 新加坡馬拉松也是一场世界田联金标路跑赛事。首届新加坡马拉松比赛于1982年12月5日举行。  2019冠狀病毒病疫情期間，新加坡馬拉松曾改為線上形式舉辦。